# Villa Ransäter

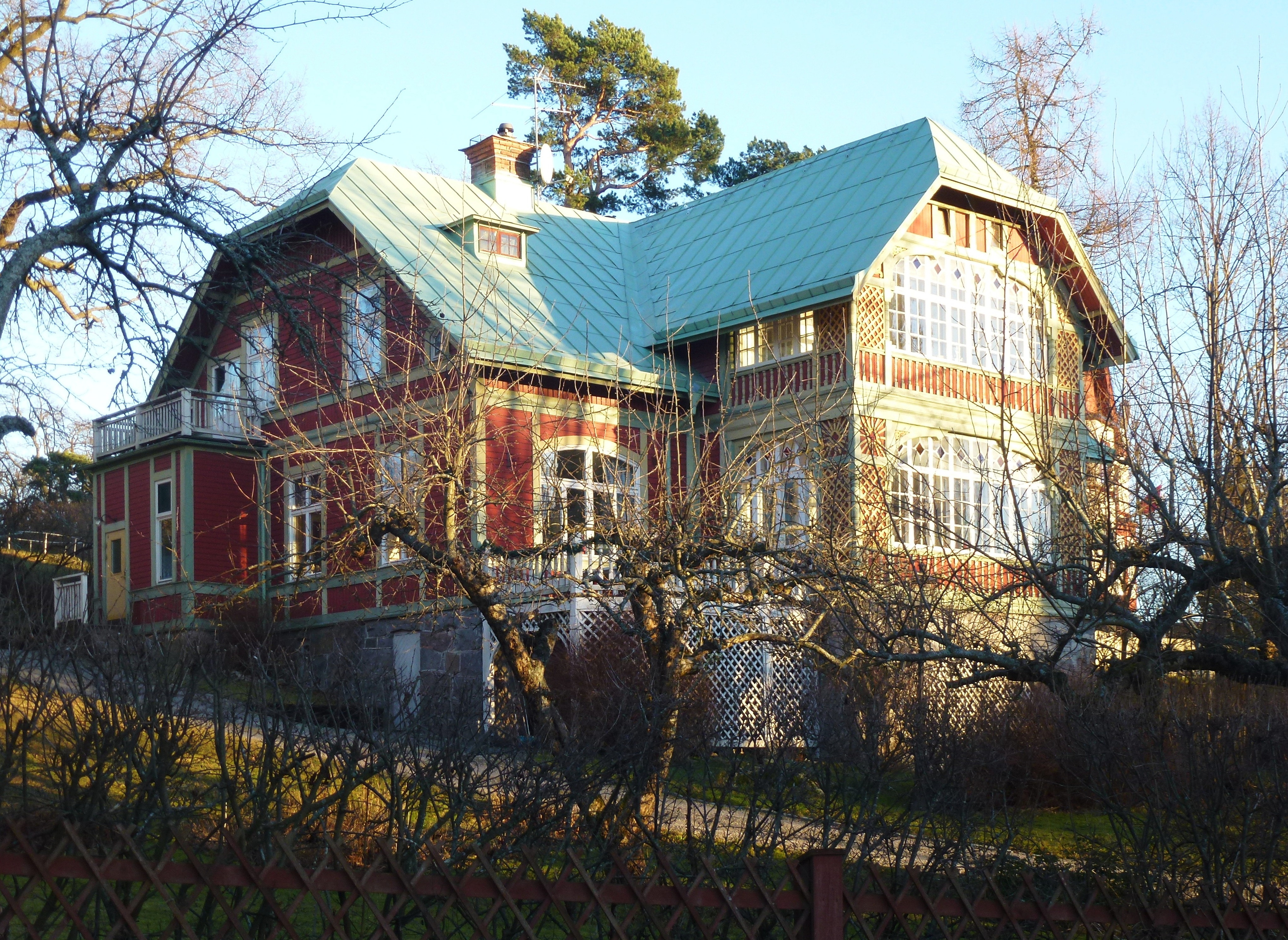
Villa Ransäter i december 2013.

Villa Ransäter (fastigheten Ysäter 38) med adress Skandiavägen 10 är en kulturhistoriskt värdefull byggnad i Djursholm, Danderyds kommun. Huset ritades 1894 av arkitekt Erik Lundroth för Emil Egnell, en av grundarna till Djursholms AB och är idag en av de bäst bevarade tidiga 1890-talsvillorna i Djursholm. Huvudbyggnaden i fastigheten Ysäter 38 har av Danderyds kommun klassats som ”omistlig”.

## Beskrivning

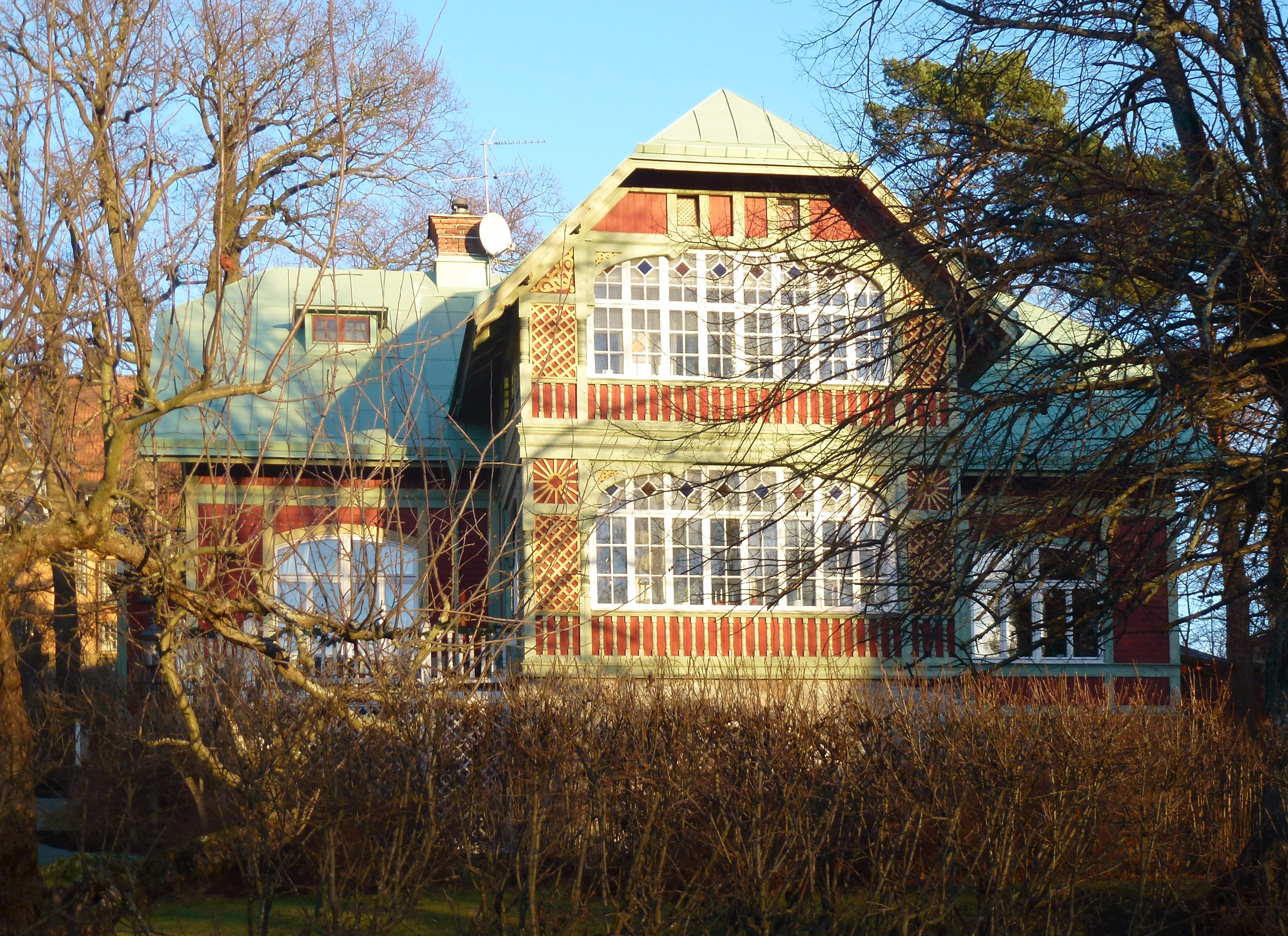
Villa Ransäter i december 2013.

Villa Ransäter uppfördes 1894 på en mot väst sluttande trädgårdstomt. Huset är ett exempel för amerikansk stick style-arkitektur, en stil som villans arkitekt, Erik Lindroth, introducerade i Djursholms villabebyggelse. Exteriören präglas av rikligt utsmyckade fasader och en grandios ”punschveranda” i två våningar. Fasaderna är klädda av rödmålad, stående och liggande panel med listverk och detaljer i ljusgrön respektive gul kulör. Taket är ett valmat och plåtklätt sadeltak. 
Byggherren, Emil Egnell, bodde själv på sin gård Velamsund i nuvarande Nacka kommun. Villan i Djursholm hyrde han ut till författaren Fredrik August Dahlgren (kallad "Fredrek på Rannsätt") som framlevde sitt sista levnadsår här. Han gav villan namnet ”Ransäter” efter sin släktgård Ransäters bruksgård i Värmland. Efter sin död 1895 bodde hans änka Ulla med döttrarna Anna och Lotten Dahlgren i huset. Efter 1905 och fram till sin död 1925 fanns på den adressen Theodor Dahlgren (född 1850). Han kallade sig brukspatron och var kommunalkamrer för Djursholm.